# Lista episoadelor din Exaltații

## Episoade
| N/o                                                | Titlu român(Disney Channel) )                          | Titlu român(Megamax)                              | Titlu englez                |  |
| -------------------------------------------------- | ------------------------------------------------------ | ------------------------------------------------- | --------------------------- |  |
|                                                    |                                                        |                                                   |                             |  |
| PRIMUL SEZON                                       |                                                        |                                                   |                             |  |
|                                                    |                                                        |                                                   |                             |  |
| 01                                                 | Bun Venit In Paradis Fratilor                          | Bun Venit In Paradis Fratilor                     | Welcome to Paradise, Dudes! |  |
|                                                    |                                                        |                                                   |                             |  |
| 02                                                 |                                                        |                                                   |                             |  |
| Inca Un Novice S-A Dus                             | Alt Surfer O Incaseaza                                 | Another Grom Bites the Dust                       |                             |  |
|                                                    |                                                        |                                                   |                             |  |
| 03                                                 |                                                        |                                                   |                             |  |
| Confuz Pe Placa                                    | Initierea                                              | Board and Confused                                |                             |  |
|                                                    |                                                        |                                                   |                             |  |
| 04                                                 |                                                        |                                                   |                             |  |
| Ia-Ti Ajunsul Implinit                             | Intre Munca Si Auiriti                                 | Take Your Kook to Work Day                        |                             |  |
|                                                    |                                                        |                                                   |                             |  |
| 05                                                 |                                                        |                                                   |                             |  |
| Valuri False                                       | Valuri Siropoase                                       | Waves of Cheese                                   |                             |  |
|                                                    |                                                        |                                                   |                             |  |
| 06                                                 |                                                        |                                                   |                             |  |
| Clientul Foarte, Foarte, Foarte Important          | Oaspetele Foarte Foarte Foarte Foarte Foarte Important | The Very Very Very Very Very Important Guest      |                             |  |
|                                                    |                                                        |                                                   |                             |  |
| 07                                                 |                                                        |                                                   |                             |  |
| 9 Din 10                                           | In 9 Degete                                            | Hang 9                                            |                             |  |
|                                                    |                                                        |                                                   |                             |  |
| 08                                                 |                                                        |                                                   |                             |  |
| Vremuri Grele Cand Te Trage Curentul               | Naufragiati                                            | Fast Times when the Rip Tide's High               |                             |  |
|                                                    |                                                        |                                                   |                             |  |
| 09                                                 |                                                        |                                                   |                             |  |
| Reef Si Totemul Blestemat                          | Reef Si Totemul Malefic                                | Reef and That Evil Totem                          |                             |  |
|                                                    |                                                        |                                                   |                             |  |
| 10                                                 |                                                        |                                                   |                             |  |
| Aventura Lui Reef, Broseph Si Emma Absolut Stupida | Peripetiile Lui Reef, Broseph Si Ale Emmei             | Reef, Broseph and Emma's Totally Stupid Adventure |                             |  |
|                                                    |                                                        |                                                   |                             |  |
| 11                                                 |                                                        |                                                   |                             |  |
| Placi glorioase                                    | Placi Glorioase                                        | Boards of Glory                                   |                             |  |
|                                                    |                                                        |                                                   |                             |  |
| 12                                                 |                                                        |                                                   |                             |  |
| Repezitii in noapte                                | Intuneric Bezna                                        | Chargin' Into The Night                           |                             |  |
|                                                    |                                                        |                                                   |                             |  |
| 13                                                 |                                                        |                                                   |                             |  |
| O Broseph unde esti ?                              | Oh Broseph, Unde Esti Tu?                              | O Broseph, Where Art Thou?                        |                             |  |
|                                                    |                                                        |                                                   |                             |  |
| 14                                                 |                                                        |                                                   |                             |  |
| Novici scapati de sub control                      | Adolescentii Isi Fac De Cap                            | Groms Gone Wild!                                  |                             |  |
|                                                    |                                                        |                                                   |                             |  |
| 15                                                 |                                                        |                                                   |                             |  |
| Muzica si mate                                     | Muzica Si Surf                                         | Chum Music                                        |                             |  |
|                                                    |                                                        |                                                   |                             |  |
| 16                                                 |                                                        |                                                   |                             |  |
| '                                                  | Apartamentul Groazei                                   | Penthouse of Horror                               |                             |  |
|                                                    |                                                        |                                                   |                             |  |
| 17                                                 |                                                        |                                                   |                             |  |
| '                                                  | Batalia Fetelor                                        | Mr. Wahine                                        |                             |  |
|                                                    |                                                        |                                                   |                             |  |
| 18                                                 |                                                        |                                                   |                             |  |
| Autobuzul furat                                    | Autobuzul Balena E Furat                               | Grand Theft Whale Bus                             |                             |  |
|                                                    |                                                        |                                                   |                             |  |
| 19                                                 |                                                        |                                                   |                             |  |
| Un baiat pe nume Leslie                            | Un Baiat Pe Nume Gheorghe                              | A Boy Named Leslie                                |                             |  |
|                                                    |                                                        |                                                   |                             |  |
| 20                                                 |                                                        |                                                   |                             |  |
| Cine stie ce rau se ascunde intr-o scoica          | Cine Stie Ce Pandeste In Inima Molustei                | Who Knows What Evil Lurks In The Heart Of Clam?   |                             |  |
|                                                    |                                                        |                                                   |                             |  |
| 21                                                 |                                                        |                                                   |                             |  |
| Petrecere in pijamale                              | O Seara Intre Fete                                     | Slumber Party Animals                             |                             |  |
|                                                    |                                                        |                                                   |                             |  |
| 22                                                 | Bummer la nesfarsit                                    | Bummer Tot Bummer Ramane                          | Endless Bummer              |  |
| 22                                                 |                                                        |                                                   |                             |  |
| 23                                                 |                                                        |                                                   |                             |  |
| Fratele Nas                                        | Ca Intre Frati                                         | BroFinger                                         |                             |  |
|                                                    |                                                        |                                                   |                             |  |
| 24                                                 |                                                        |                                                   |                             |  |
| O gluma prea proasta                               | O Farsa Exagerata                                      | A Prank Too Far                                   |                             |  |
|                                                    |                                                        |                                                   |                             |  |
| 25                                                 |                                                        |                                                   |                             |  |
| Bătaie la prânz                                    | Piratul Care A Venit La Pranz                          | The Pirate Who Came to Lunch                      |                             |  |
|                                                    |                                                        |                                                   |                             |  |
| 26                                                 |                                                        |                                                   |                             |  |
| Ziua în care marea e nelinistita                   | Ziua In Care Marea A Amutit                            | The Day the Sea Stood Still                       |                             |  |
|                                                    |                                                        |                                                   |                             |  |